# 法国东方汇理银行大厦
法国东方汇理银行大厦（前称杰西潘尼大厦、雷昂乃斯信贷大楼），是一栋位于美國纽约曼克頓第六大道1301号，介于西52、西53街之间，高609英尺（186米）的建筑。大楼建于1964年，目前为法国东方汇理银行总部所在地。